# Skałągi (gmina)
Skałągi – dawna gmina wiejska istniejąca w latach 1945–1954 i 1973–1975 w woj. śląskim i woj. opolskim (dzisiejsze woj. opolskie). Siedzibą władz gminy były Skałągi.
Gmina zbiorowa Skałągi powstała po II wojnie światowej (w grudniu 1945) w powiecie kluczborskim na terenie tzw. Ziem Odzyskanych (tzw. I okręg administracyjny – Śląsk Opolski), powierzonym 18 marca 1945 administracji wojewody śląskiego, a z dniem 28 czerwca 1946 przyłączonym do woj. śląskiego (śląsko-dąbrowskiego).
Według stanu z 1 stycznia 1946 gmina składała się z 8 gromad: Skałągi (ze Skałęską Kolonią), Biskupice, Bruny, Brzezinki, Jakubowice, Kochłowice, Proślice i Rożnów. 6 lipca 1950 zmieniono nazwę woj. śląskiego na katowickie; równocześnie gmina Skałągi wraz z całym powiatem kluczborskim weszła w skład nowo utworzonego woj. opolskiego.
Według stanu z 1 lipca 1952 gmina składała się z 8 gromad: Biskupice, Bruny, Brzezinki, Jakubowice, Kochłowice, Proślice, Rożnów i Skałągi. Gmina została zniesiona 29 września 1954 wraz z reformą wprowadzającą gromady w miejsce gmin.
Jednostkę reaktywowano 1 stycznia 1973 w tymże powiecie i województwie; w skład gminy weszły obszary 10 sołectw: Bruny, Brzezinki, Jakubowice, Krzywizna, Proślice, Rożnów, Skałągi, Smardy Dolne, Smardy Górne i Unieszów.
1 czerwca 1975 gmina weszła w skład nowo utworzonego (mniejszego) woj. opolskiego.
30 października 1975 gmina została zniesiona, a jej obszar przyłączony do gmin:
- Byczyna (obszary sołectw: Proślice i Jakubowice),
- Kluczbork (obszary sołectw: Krzywizna, Smardy Dolne, Smardy Górne i Unieszów),
- Wołczyn (obszary sołectw: Bruny, Skałągi, Rożnów i Brzezinki).